# 比奇 (瑞士)
比奇（Bitsch）是瑞士的城鎮，位於該國南部，由瓦萊州負責管轄，面積4.02平方公里，海拔高度692米，2011年人口859，九成人口信奉羅馬天主教，人口密度每平方公里214人。

## 外部連結
- Official website （页面存档备份，存于） （德文）